# 本庄市立児玉小学校
本庄市立児玉小学校（ほんじょうしりつ こだましょうがっこう）は埼玉県本庄市児玉町児玉にある公立小学校。
学校教育目標は、「元気に仲良く学ぶ子」で、児童数は493名で、職員数は、43名（2011年5月1日現在）。

## 沿革
- 1873年（明治6年）7月 - 田中学校として開校。
- 1880年（明治13年）1月 - 古太万学校に改称。
- 1892年（明治25年）4月 - 児玉尋常小学校に改称。
- 1918年（大正7年）3月 - 児玉尋常高等小学校に改称。現行地に移転。
- 1941年（昭和16年）4月1日 - 国民学校令により、児玉国民学校に改称。
- 1947年（昭和22年）4月1日 - 学制改革により、児玉町立児玉小学校に改称。
- 2006年（平成18年）1月10日 - 児玉町が本庄市と合併したため、現校名に改称。

## 通学区域
通学区域は以下の通りである。
- 本庄市児玉町
  - 八幡山
  - 児玉の一部
  - 長沖の一部（宇御沢（円満寺）に属する地域）
  - 吉田林の一部(一般国道254号以南)
  - 児玉南1丁目の一部、2丁目の一部、3丁目

## 進学先中学校
- 本庄市立児玉中学校